# Fußball-Asienmeisterschaft 1992/Qualifikation
Die Qualifikation zur Asienmeisterschaft 1992 in Japan wurde zwischen April und Juni 1992 ausgetragen. 20 Mannschaften spielten in 6 Qualifikationsgruppen. Die Gruppensieger qualifizierten sich für das Endrundenturnier. Gastgeber Japan und Titelverteidiger Saudi-Arabien waren für die Endrunde gesetzt. 
- Saudi-Arabien (Titelverteidiger)
- Japan (Gastgeber)

|   | Westasien                    |   | Ostasien  |
| - | ---------------------------- | - | --------- |
| 1 | Katar                        | 4 | Nordkorea |
| 2 | Vereinigte Arabische Emirate | 5 | China     |
| 3 | Iran                         | 6 | Thailand  |

## Westasien

### Gruppe 1
Turnier in Doha, Katar
Tabelle
| Pl. | Land   | Sp. | S | U | N | Tore    | Diff. | Punkte |
| --- | ------ | --- | - | - | - | ------- | ----- | ------ |
| 1.  | Katar  | 2   | 2 | 0 | 0 | 008:200 | +6    | 04:0   |
| 2.  | Syrien | 4   | 2 | 0 | 2 | 003:400 | −1    | 04:40  |
| 3.  | Oman   | 4   | 0 | 0 | 4 | 000:500 | −5    | 0:80   |

Spielergebnisse
| 25. Mai 1992 | Katar | – | Syrien | 4:2 |
| 31. Mai 1992 | Katar | – | Oman   | 4:0 |

### Gruppe 2
Turnier in Al Ain, VA Emirate
Tabelle
| Pl. | Land                         | Sp. | S | U | N | Tore    | Diff. | Punkte |
| --- | ---------------------------- | --- | - | - | - | ------- | ----- | ------ |
| 1.  | Vereinigte Arabische Emirate | 2   | 2 | 0 | 0 | 006:300 | +3    | 04:0   |
| 2.  | Kuwait                       | 2   | 1 | 0 | 1 | 004:300 | +1    | 02:20  |
| 3.  | Bahrain                      | 2   | 0 | 0 | 2 | 001:500 | −4    | 0:40   |

Spielergebnisse
| 24. Mai 1992 | Kuwait     | – | Bahrain | 2:0 |
| 27. Mai 1992 | VA Emirate | – | Kuwait  | 3:2 |

### Gruppe 3
Turnier in Kolkata, Indien
Tabelle
| Pl. | Land     | Sp. | S | U | N | Tore    | Diff. | Punkte |
| --- | -------- | --- | - | - | - | ------- | ----- | ------ |
| 1.  | Iran     | 2   | 2 | 0 | 0 | 010:000 | +10   | 04:0   |
| 2.  | Indien   | 2   | 1 | 0 | 1 | 002:300 | −1    | 02:20  |
| 3.  | Pakistan | 2   | 0 | 0 | 2 | 000:900 | −9    | 0:40   |

Spielergebnisse
| 9. Mai 1992  | Indien   | – | Pakistan | 2:0 |
| 11. Mai 1992 | Pakistan | – | Iran     | 0:7 |

## Ostasien

### Gruppe 4
Turnier in Pjöngjang, Nordkorea
Tabelle
| Pl. | Land           | Sp. | S | U | N | Tore    | Diff. | Punkte |
| --- | -------------- | --- | - | - | - | ------- | ----- | ------ |
| 1.  | Nordkorea      | 3   | 2 | 1 | 0 | 008:000 | +8    | 05:10  |
| 2.  | Macau          | 3   | 1 | 1 | 1 | 004:400 | ±0    | 03:30  |
| 3.  | Hongkong       | 3   | 1 | 1 | 1 | 002:200 | ±0    | 03:30  |
| 4.  | Chinese Taipei | 3   | 0 | 1 | 2 | 000:800 | −8    | 01:50  |

Spielergebnisse
| 3. Juni 1992 | Hongkong  | – | Macau          | 2:2 |
| 3. Juni 1992 | Nordkorea | – | Chinese Taipei | 6:0 |
| 5. Juni 1992 | Nordkorea | – | Macau          | 2:0 |

### Gruppe 5
Turnier in Singapur
Tabelle
| Pl. | Land       | Sp. | S | U | N | Tore    | Diff. | Punkte |
| --- | ---------- | --- | - | - | - | ------- | ----- | ------ |
| 1.  | China      | 3   | 3 | 0 | 0 | 007:000 | +7    | 06:0   |
| 2.  | Indonesien | 3   | 1 | 1 | 1 | 003:400 | −1    | 03:30  |
| 3.  | Malaysia   | 4   | 1 | 0 | 3 | 002:600 | −4    | 02:60  |
| 4.  | Singapur   | 5   | 0 | 1 | 4 | 002:400 | −2    | 01:90  |

Spielergebnisse
| 19. April 1992 | Singapur   | – | Malaysia   | 1:1 |
| 20. April 1992 | Indonesien | – | China      | 0:2 |
| 22. April 1992 | Singapur   | – | Indonesien | 1:2 |

### Gruppe 6
Turnier in Bangkok, Thailand
Tabelle
| Pl. | Land        | Sp. | S | U | N | Tore    | Diff. | Punkte |
| --- | ----------- | --- | - | - | - | ------- | ----- | ------ |
| 1.  | Thailand    | 2   | 2 | 0 | 0 | 003:100 | +2    | 04:0   |
| 2.  | Südkorea    | 2   | 1 | 0 | 1 | 007:200 | +5    | 02:20  |
| 3.  | Bangladesch | 2   | 0 | 0 | 2 | 000:700 | −7    | 0:40   |

Spielergebnisse
| 19. Juni 1992 | Südkorea | – | Bangladesch | 6:0 |
| 21. Juni 1992 | Thailand | – | Südkorea    | 2:1 |

| 23. Juni 1992 | Thailand | – | Bangladesch | 1:0 |